# ソフィコ・チアウレリ
ソフィコ・チアウレリ（Sofiko Chiaureli、1937年5月21日 - 2008年3月2日）は、グルジアの女優。

## 出演作品
- スラム砦の伝説
- アシク・ケリブ
- ざくろの色
- 希望の樹
- インタビュアー